# أندرو تالانسكي
أندرو تالانسكي (بالإنجليزية: Andrew Talansky) مواليد 23 نوفمبر 1988 في نيويورك، هو دراج أمريكي في صنف سباق الدراجات على الطريق.

## سباقات أو مراحل فاز بها
| التاريخ        | السباق                         | المركز                                                                                           |
| -------------- | ------------------------------ | ------------------------------------------------------------------------------------------------ |
| 23 مايو 2010   | 2010 Ronde de l'Isard d'Ariège |                                                                                                  |
| 12 سبتمبر 2010 | تور دي أفينير 2010             | الثاني في التصنيف العام، الثالث في تصنيف الجبال، الرابع في تصنيف النقاط                          |
| 01 يناير 2011  | طواف لايغويليا 2011            | السادس في تصنيف أفضل شاب                                                                         |
| 01 مايو 2011   | طواف روماندي 2011              | الأول في تصنيف أفضل شاب، التاسع في التصنيف العام                                                 |
| 19 فبراير 2012 | فولتا الغارف 2012              | الثامن في التصنيف العام                                                                          |
| 29 أبريل 2012  | طواف روماندي 2012              | الأول في تصنيف أفضل شاب، الثاني في التصنيف العام                                                 |
| 11 أغسطس 2012  | طواف أين 2012                  | الفائز في التصنيف العام                                                                          |
| 09 سبتمبر 2012 | طواف إسبانيا 2012              | السابع في التصنيف العام                                                                          |
| 10 مارس 2013   | باريس-نيس 2013                 | الأول في تصنيف أفضل شاب، الثاني في التصنيف العام، الثاني في تصنيف النقاط، السادس في تصنيف الجبال |
| 09 يونيو 2013  | كريثيديا دو دوفين 2013         | السابع في تصنيف أفضل شاب                                                                         |
| 21 يوليو 2013  | سباق طواف فرنسا 2013           | العاشر في التصنيف العام، الثاني في تصنيف أفضل شاب                                                |
| 15 يونيو 2014  | كريثيديا دو دوفين 2014         | الفائز في التصنيف العام                                                                          |

## وصلات خارجية
- الموقع الرسمي

## روابط خارجية
- أندرو تالانسكي على موقع الاتحاد الدولي للدراجات (الإنجليزية)
- أندرو تالانسكي على موقع أرشيف الدراجات (الإنجليزية)
- أندرو تالانسكي على موقع إحصائيات الدراجات الإحترافية (الإنجليزية)
- أندرو تالانسكي على موقع نسبة الدراجات (الإنجليزية)
- أندرو تالانسكي على موقع CycleBase (الإنجليزية)